# Rosz jesziwa
Rosz jesziwa (hebr. ‏ראש ישיבה‎; jid. ‏ראָש־ישיבֿה‎ rosz-jesziwe) – tytuł przyznawany dziekanowi akademii talmudycznej (jesziwy).
Złożenie to pochodzi od hebrajskich słów rosz (głowa) i jesziwa (żydowska szkoła religijna). Od rosz jesziwy wymagane są: wszechstronna znajomość Talmudu, umiejętność analizowania go i przedstawiania nowych opracowań (tak zwanych chiduszim), zarówno w mowie, jak i w piśmie.

## Rola
Podstawową rolą rosz jesziwy jest doglądanie studiów nad Talmudem i spraw praktycznych. Rosz jesziwa często prowadzi sziur (lekcje na temat związany z Torą). Inną rolą rosz jesziwy jest udzielanie studentom pozwoleń na podjęcie studiów rabinackich w celu uzyskania smichy.
Główną rolą rosz jesziwy jest nie tylko bycie dziekanem, ale przede wszystkim prowadzenie na wysokim poziomie najważniejszych wykładów w jesziwie. Studenci studiujący w danej jesziwie (nauka trwa zazwyczaj przynajmniej dwa lata) są znani jako „studenci rosz jesziwy”, gdyż pod wpływem nauki prowadzonej przez rosz jesziwę poznają sposób analizy Talmudu i uczą się krytycznego myślenia. Co więcej, konkretne metody przyswajane przez uczniów oparte są przeważnie na szczególnym stylu rosz jesziwy. Ponadto, ponieważ w życiu wielu społeczności ortodoksyjnych Żydów jesziwy odgrywają centralną rolę, pozycja rosz jesziwy wykracza poza mury szkoły.
Rosz jesziwa jest nierzadko postrzegany jako filar przywództwa w danej społeczności. W chasydyzmie rola rosz jesziwy jest dodatkowa do roli cadyka (rebego) z chasydzkiej dynastii, która zarządza daną jesziwą. W wielu społecznościach chasydzkich rosz jesziwą bywa syn lub zięć rabina, jego domniemany następca. Jednak rola, jaką jesziwy pełnią w społecznościach chasydzkich, nie jest aż tak istotna, jak w społecznościach litwaków. Studenci chasydzcy żenią się zazwyczaj w wieku 18 lat, równocześnie – w większości przypadków – kończąc swoją edukację w jesziwie, podczas gdy studenci jesziw tradycji litewskiej żenią się nie wcześniej niż w wieku 23 lat, a zdecydowana ich większość kontynuuje studia w jesziwie jeszcze po ślubie. W efekcie tego rola rosz jesziwy oraz jego wpływ na społeczność wśród litewskich żydów jest znacznie większa niż w społecznościach chasydzkich.

## Historia
Jesziwy kontynuują naukowe tradycje mędrców Miszny i Talmudu, którzy często stali na czele akademii, wspierając rozwój setek studentów. W talmudycznych akademiach w Babilonii rosz jesziwa był nazywany rosz metiwta (aram. „szef Akademii”) i miał tytuł gaona.

## Dynastie rosz jesziwa
Zależnie od wielkości jesziwy może w niej być kilku rosz jesziwów, nierzadko odlegle spokrewnionych. Istnieją rodzinne dynastie rosz jesziwów, przykładowo w rodach Sołowiejczyk, Finkel, Feinstein, Kotler i Kook, które prowadzą liczne jesziwy w Stanach Zjednoczonych i Izraelu.

## Słynni rosz jesziwa
Do czasu Holocaustu większość dużych jesziw miała swoje siedziby w Europie Wschodniej. Obecnie większość światowych jesziw mieści się w USA oraz Izraelu, gdzie też mieszkają kierujący nimi rosz jesziwowie.
Poniżej znajduje się lista niektórych znanych rosz jesziwów:
- rabin Yaakov Ades
- rabin Ezra Attiya
- rabin Chaim Yehuda Leib Auerbach
- rabin Shlomo Zalman Auerbach
- rabin Leib Bakst
- rabin Naftali Cewi Jehuda Berlin
- rabin Avraham Yitzchak Bloch
- rabin Moshe Mordechai Epstein
- rabin Moshe Feinstein
- rabin Eliezer Yehuda Finkel
- rabin Nosson Tzvi Finkel
- rabin Chaim Flom
- rabin Mordechai Gifter
- rabin Refael Reuvain Grozovsky
- rabin Chaim Yaakov Goldvicht
- rabin Eliezer Gordon
- rabin Nachman Shlomo Greenspan
- rabin Kalman Haberkasten
- rabin Shlomo Heiman
- rabin Yitzchok Hutner
- rabin Yisrael Meir Kagan
- rabin Yaakov Kamenetsky
- rabin Awraham Kuk
- rabin Cewi Jehuda Kuk
- rabin Aharon Kotler
- rabin Shneur Kotler
- rabin Boruch Ber Leibowitz
- rabin Aharon Lichtenstein
- rabin Dov Linzer
- rabin Eliezer Melamed
- rabin Isser Zalman Meltzer
- rabin M.M. Minshky
- rabin Avigdor Nebenzahl
- rabin Avraham Yaakov Pam
- rabin Shmuel Rozovsky
- rabin Yaakov Yitzchok Ruderman
- rabin Yisroel Salanter
- rabin Yechezkel Sarna
- rabin Hershel Schachter
- rabin Aaron Schechter
- rabin Gedalia Schorr
- rabin Elazar Szach
- rabin Mosze Szmuel Szapira
- rabin Meir Szapiro
- rabin Naftoli Szapiro
- rabin Shimon Shkop
- rabin Chaim Shmuelevitz
- rabin Jozef B. Sołowiejczyk
- rabin Adin Steinsaltz
- rabin Aaron Teitelbaum
- rabin Naftoli Trop
- rabin Chaim Volozhin
- rabin Elchonon Wasserman
- rabin Yechiel Yaakov Weinberg
- rabin Ezra Schochet

## Rosz jesziwa a maszgijach ruchani
Odpowiedzialność za osobisty oraz etyczny rozwój studentów jesziw nie należy do zadań rosz jesziwów. Zajmuje się tym sprawujący funkcję zwaną maszgijach, kierownik duchowy. Koncepcja ta, wprowadzona w XIX wieku przez odłam musaryzmu, prowadzić miała do doskonalenia charakteru jako jednego z celów uczęszczania do jesziwy. Jednym z typowych i wpływowych maszgijachów ruchani był Elijahu Eliezer Dessler.